# Erlenstegener Forst

Lage des gemeindefreien Gebiets Erlenstegener Forst im Landkreis Erlangen-Höchstadt

Der Erlenstegener Forst ist ein gemeindefreies Gebiet und eine Gemarkung im mittelfränkischen Landkreis Erlangen-Höchstadt.
Der 11,77 km² große Staatsforst ist der nordöstlich von Ziegelstein und östlich von Erlenstegen, beides Stadtteile von Nürnberg, gelegene Teil des Sebalder Reichswaldes. Die Autobahn A 3 verläuft durch das Gebiet. Der Haidberg ist mit 392 m ü. NN die höchste Erhebung, sein Kamm bildet die nördliche Grenze zu Geschaidt. Die Bundesstraße 2 bildet die westliche Grenze mit dem Kraftshofer Forst, die Bundesstraße 14 und die Bahnstrecke Nürnberg–Cheb die südliche Grenze. An der Bahnstrecke befand sich die Abzweigstelle Eichelberg, von dort gab es eine Verbindung zur Ringbahn.
Die gleichnamige Gemarkung hat wie das gemeindefreie Gebiet eine Fläche von 11,770 km². Sie ist in 93 Flurstücke aufgeteilt, die eine durchschnittliche Flurstücksfläche von 126560,10 m² haben.

## Gewässer
Im Erlenstegener Forst entspringen die Quellflüsse des Tiefgrabens, der linke Oberlauf Haidbrunnengraben und der rechte Oberlauf Kühgraben. Im Forst liegt außerdem der von Albrecht Dürer in einem Aquarell porträtierte Weißensee.

## Bildergalerie

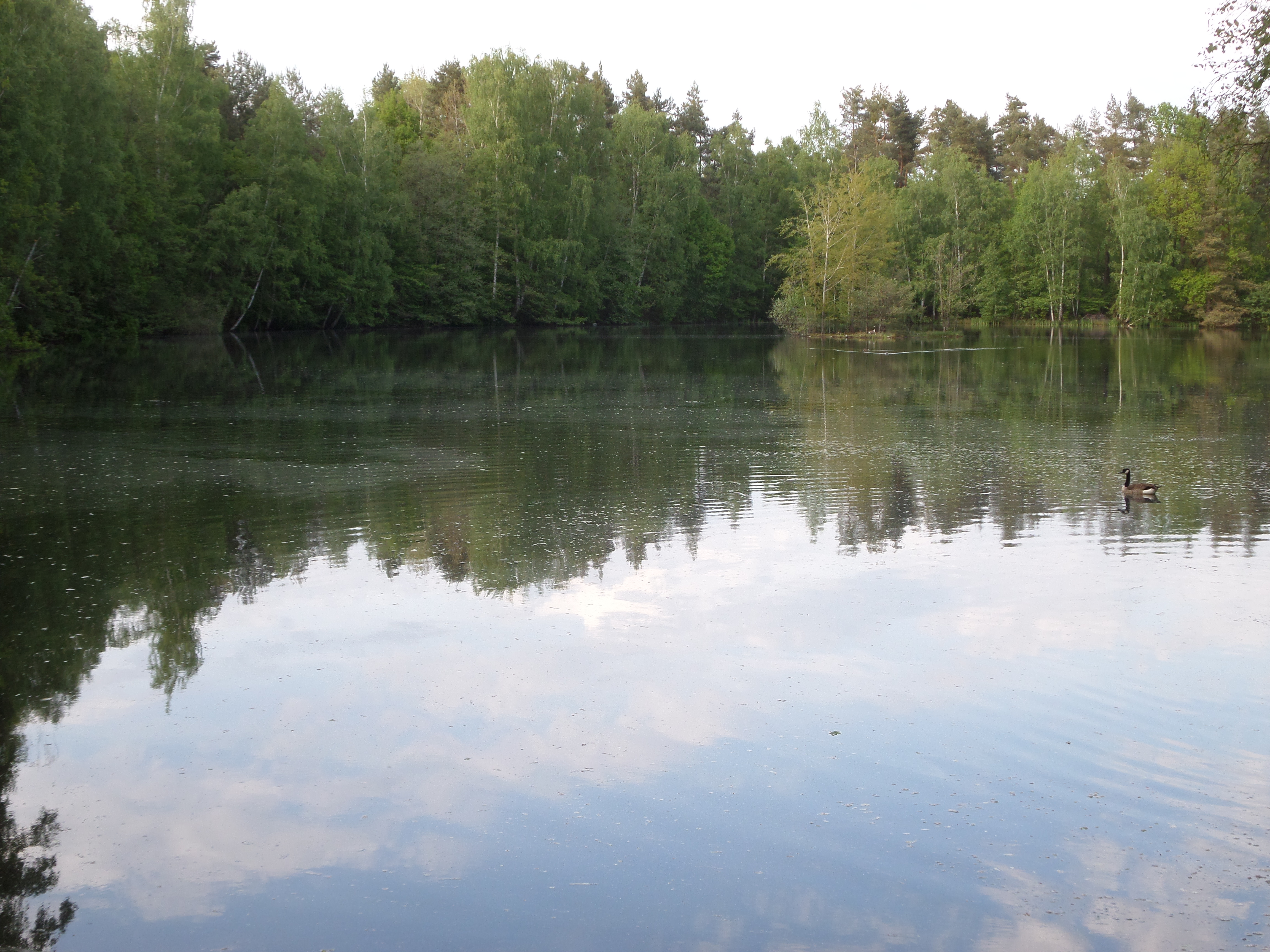
Der Weißensee im Erlenstegener Forst
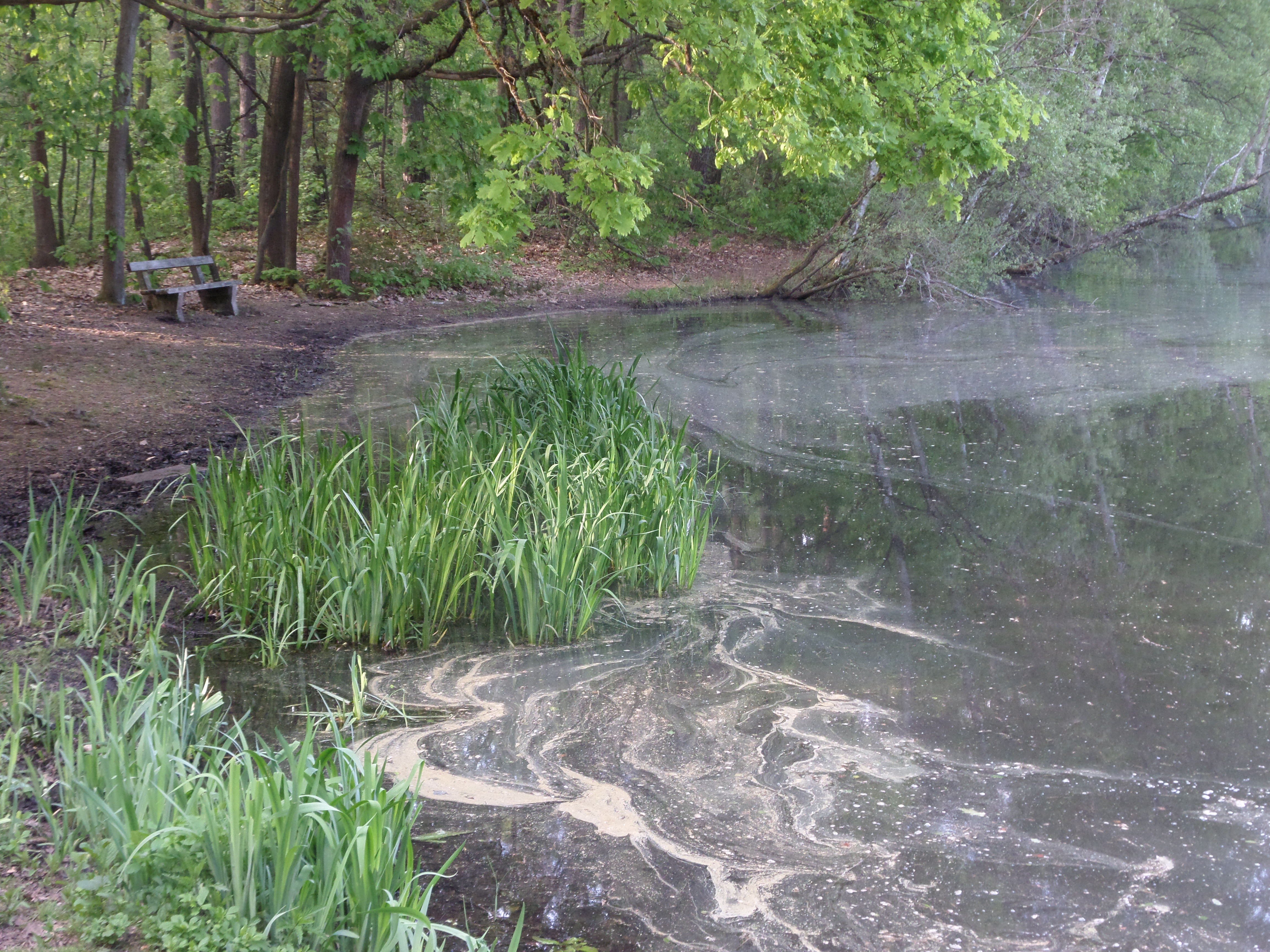
Weißensee Uferbereich